# اوسوتو ماکیکومی
اوسوتو ماکیکومی (به ژاپنی: 大外巻込)-(به انگلیسی: Osoto makikomi) یکی از فنون و تکنیک‌های دستهٔ ناگه-وازا رشتهٔ ورزشی جودو است که در زیردستهٔ سوتمی-وازا دسته‌بندی می‌شود.